# François Côme Damien Allain
 (janvier 2024).
François Côme Damien Allain est un prêtre catholique et homme politique français né le 16 février 1743 à  Yvignac-la-Tour et mort le 18 juin 1809 à Vannes.

## Biographie
Fils de Guillaume Allain, sieur de la Maisoneuve et du Coudray, maître chirurgien, et de Louise Le Douyer, il fait de bonnes études au collège des Jésuites de Rennes, et entre au noviciat de la Compagnie. L'ordre des Jésuites ayant été supprimé, il est nommé recteur de la paroisse de Notre-Dame du Roncier, à Josselin, en 1774.
Élu député du clergé aux États généraux pour l'évêché de Saint-Malo, en même temps que l'abbé Charles Rathier, recteur de Broons, son compatriote, l'abbé Allain est de ceux qui se réunirent au tiers état pour former l'Assemblée constituante. Mais il refuse de voter les mesures qui consacraient absolument la souveraineté législative des États.
Il se prononce contre la suppression des ordres religieux, et contre la constitution civile du clergé, et signe la déclaration concertée le 19 avril 1790, chez le cardinal de La Rochefoucauld, en faveur de l'orthodoxie catholique. Le 19 novembre de la même année, il adhère à l'Exposition des principes de l'Église catholique sur la Constitution civile du clergé, rédigée par le cardinal de Boisgelin.
Ayant contribué à répandre dans son ancien diocèse le bref du pape Pie VI, qui condamne cette constitution, et ayant engagé ses commettants à ne pas suivre les offices des prêtres assermentés, il est dénoncé à la barre de l'Assemblée, le 17 mai 1791, par les autorités du Morbihan, comme fauteur d'intrigues contre les lois.
« C'est M. Allain, écrivaient les membres du district, qui a soulevé tous les ecclésiastiques de notre pays ; c'est lui qui a favorisé et peut-être formé leur coalition. »
L'Assemblée accueillit cette dénonciation le 6 juin, et en ordonne le renvoi au pouvoir exécutif. Mais l'abbé Allain devait bénéficier, à cet égard, de l'amnistie générale. Il continue de voter avec la droite de l'Assemblée.
Après la dissolution de la Constituante, il reste quelque temps en France et résida à Paris jusqu'à la fin de 1792 ; puis il passe en Angleterre, où il établit et dirige une maison de missionnaires.
De retour en France à la publication du Concordat, en 1801, il reçoit de Bonaparte la dignité d'évêque de Tournai ; il l'échange, peu après, contre celle de vicaire général de l'évêque de Vannes (10 septembre 1802), qu'il conserve jusqu'à sa mort.

## Sources
- Dictionnaire des parlementaires français de 1789 à 1889 (Adolphe Robert et Gaston Cougny)